# دون مكوركندال
دون مكوركندال (بالإنجليزية: Don McCorkindale)‏ (16 أغسطس 1904 – 11 أغسطس 1970) هو ملاكم جنوب أفريقي راحل، مثّل بلاده في الألعاب الأولمبية الصيفية 1928.

## روابط خارجية
دون مكوركندال على موقع أوليمبيديا (الإنجليزية)